# Лайджоуван
Лайджоуван (на китайски: 莱州湾; на пинин: Láizhōu Wān) е плитък морски залив в южната част на Бохайско море, край бреговете на Северен Китай, провинция Шандун. На изток се загражда от Шандунския полуостров, а на запад – от делтата на река Хуанхъ. Вдава се в сушата на юг на 68 km. Ширината на входа му е 113 km, а дълбочината – 15 m. В него от запад се влива най-южният от ръкавите на делтата на река Хуанхъ, а от юг се вливат реките Сяоцинхъ, Нанхъ, Вейхъ и Дзяолайхъ. През зимата замръзва. Приливите са неправилни полуденонощни с височина до 3 – 4 m. Бреговете му са слабо заселени поради силното им заблатяване. Най-голямото селище и пристанище е град Лункоу, разположен на източното му крайбрежие.